# Felicia australis
Felicia australis là một loài thực vật có hoa trong họ Cúc. Loài này được (Alston) E.Phillips mô tả khoa học đầu tiên năm 1941.